# Popiel (Kotlina Jeleniogórska)
Popiel (niem. Popel Berg, 429 m n.p.m.) – dwuwierzchołkowe wzniesienie w południowo-zachodniej Polsce, w Jeleniej Górze, w środkowej części Kotliny Jeleniogórskiej, we wschodniej części Wzgórz Łomnickich.

## Położenie
Wzniesienie położone w środkowej części Kotliny Jeleniogórskiej, we wschodniej części Wzgórz Łomnickich, w południowo-wschodniej części Jeleniej Góry, na południe od osiedla Czarne. Na wschód od wzniesienia, za doliną potoku Pijawnik, rozciąga się Obniżenie Mysłakowickie.

## Opis
Wzgórze Garby niezbyt wysokim wzniesieniem w środkowo-wschodniej części Wzgórz Łomnickich. Zbocza są dość strome, a wierzchołki kopulaste. Na południu Popiel łączy się z Żeleźniakiem, na zachodzie z masywem Lipowej i Gołębnika, na północnym zachodzie z Garbami.

## Budowa geologiczna
Wzniesienie zbudowane z granitów karkonoskich w odmianie porfirowatej, średnio- i gruboziarnistych, uformowane w wyniku ich selektywnego wietrzenia.

## Roślinność i zagospodarowanie
Cały masyw porośnięty lasem, natomiast wokół rozciągają się łąki.

## Turystyka
Na zachód od wzniesienia biegnie szlak turystyczny:
- żółty – prowadzący z Jeleniej Góry do Sosnówki.